# Mediana
För andra betydelser, se Mediana (olika betydelser).

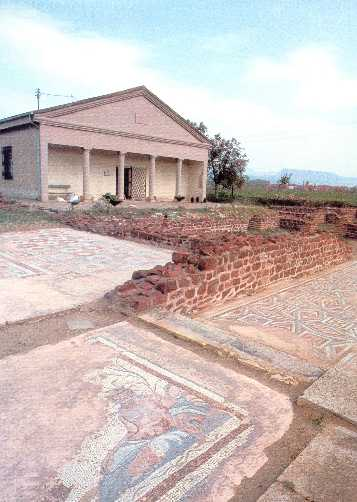
Mosaiker i Mediana

Mediana var den romerske kejsaren Konstantin den stores sommarpalats som uppfördes mellan år 306 och år 337. Mediana, som utgör en betydelsefull arkeologisk plats från romartiden, är beläget i den serbiska staden Niš östra förorter.